# 冯志坚 (越南)
冯志坚（1901年5月18日—1941年8月22日），越南军事家、革命家。

## 生平
1901年出生于乂安省演州县。1926年，赴中国广州参与军事训练。随后入学黄埔军校。1927年12月，参与广州起义。1930年，加入越南共产党。1931年，在前往苏联途中，于满洲国被日军捕获；1933年至1934年，他在莫斯科的东方劳动者共产主义大学学习；1934年前往香港，1935年在香港入选越南共产党中央委员会委员。1941年8月21日，在高平省被法国军队抓获；1941年8月22日，被斩首示众。